# Mezőnagymihály
Mezőnagymihály község Borsod-Abaúj-Zemplén vármegyében, a Mezőkövesdi járásban. A megye déli részén, a Kácsi-patak mentén található, Miskolctól 40 kilométerre délre.

## Földrajza
Ez a táj síkföld, igazi kis alföld szél. Erdeit a végvári harcok idején kivágták. A terület lápos és ingoványos terület szélén helyezkedett el, mely Borsodi Mezőség Tájvédelmi Körzet néven védett puszta. A szikfoltos területek a múlt század ötvenes-hatvanas éveiben végzett vízszabályozás következményei. A falu talajának jelentős része azonban jó minőségű fekete föld. A Kácsi-patak a Bükk-vidék területén ered, és Mezőnagymihály alatt ömlik a Csincsébe, ami majd az Eger-patakba torkollik.

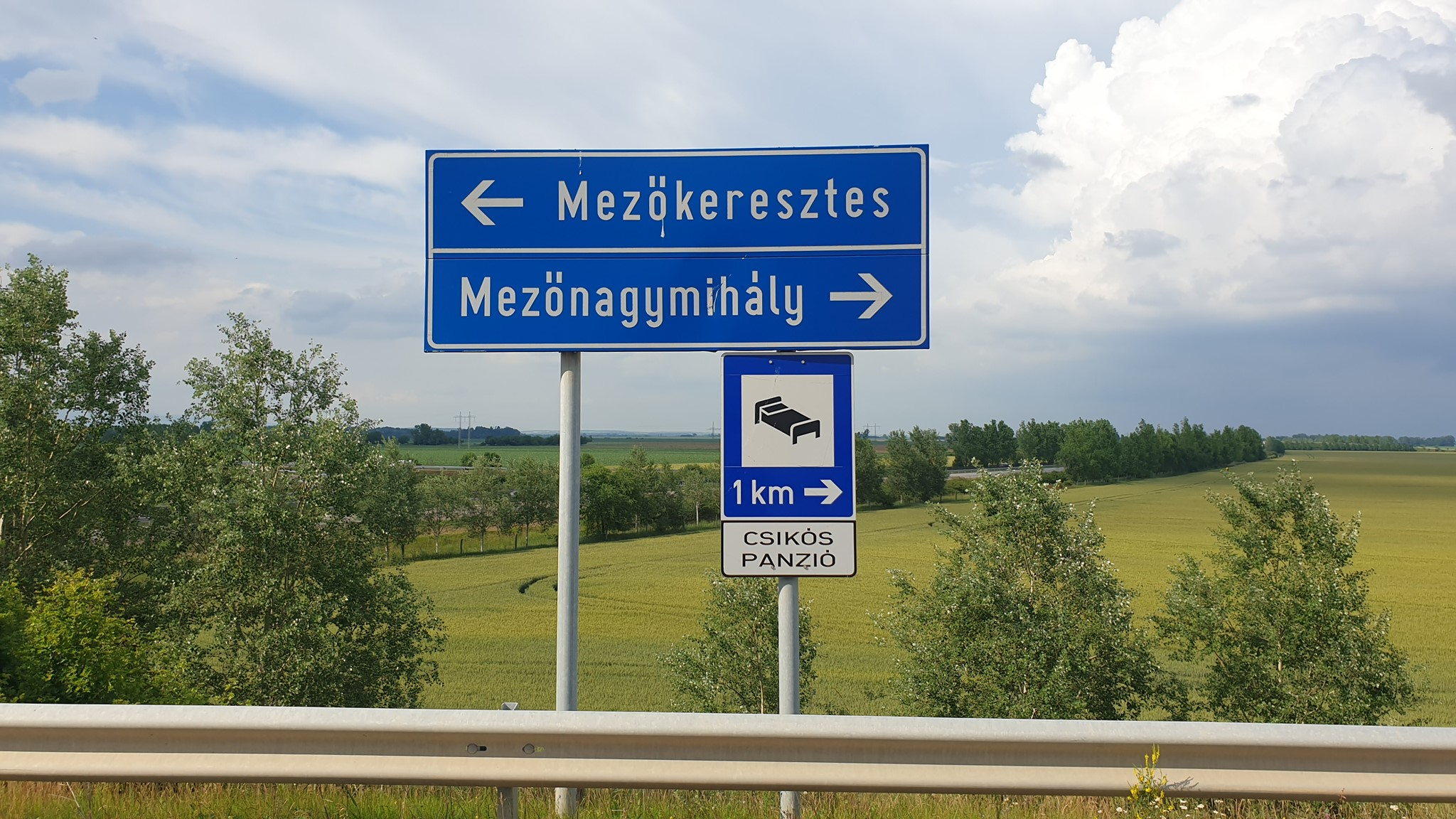
Az M3 magyar autópálya 139 km Mezőkeresztes és Mezőnagymihály csomópont és az Autópálya látképe

Legközelebbi szomszédai nyugat felől Mezőkeresztes, kelet felől Gelej, mindkettővel a 3305-ös út köti össze, amely a település belterületének északi szélén halad el; a falu központja az abból kiágazó 33 109-es számú mellékúton közelíthető meg. Határa egyébként meglehetősen kiterjedt, közigazgatási területe délkeleten érintkezik Mezőcsát, délen Ároktő, Tiszadorogma, Tiszabábolna és Szentistván területével is, de kiépített, közvetlen közúti kapcsolata az említett települések egyikével sincs.
A község északi határszélén elhalad az M3-as autópálya is, amelynek csomópontja is van itt (Mezőnagymihály–Mezőkeresztes-csomópont), ezáltal könnyűszerrel elérhető az ország távolabbi vidékeiről is.

## Története
Először a 14. században említik a nevét, Nagmichal formában. A területen jazig-szarmata emlékek kerültek elő feltárt sírokból.
1300 körül a környék az Örösúr nemzetség birtoka volt. 1447-ben Hunyadi János a Tibold és a Geszti családoknak adományozta. A kétbeltelkes, „kúriális”, azaz kisnemesi településnek egyszerre több földesúr is a tulajdonosa volt. A reformáció korán elterjedt Nagymihályon. A helvét hitűek előbb templom, majd harangtorony építésére kaptak jogot. Később az ellenreformáció hatására nőtt a katolikus lakosság száma, ennek eredményeképpen 1896-ban Szent Anna tiszteletére templom is épült.
A 16. században Konovith (Kunovics) Miklós és a Bekény család Balázs és György nevű tagjai tulajdonát képezte a falu a Tiboldok és Gesztiek mellett, különböző neveken (Nagmihal, Nagy Mighali, Nagymyhaly, Nagmihali, Nagimyhal, Naghmyhal).
1544-ben a török pusztításnak esett áldozatul a falu, a végzetes mezőkeresztesi csata (1596) után teljesen elpusztult, lakossága megmaradt része a nehezen járható lápvidéken (a Tisza szabályozásáig annak ártere) talált menedéket. A hódoltság alatt a lakosság visszatelepült. Később is többször felégették, ilyenkor a községhez tartozó tanyavilágban húzódott meg a falu és a szomszédos Gelej népessége.
A Mária Terézia-féle úrbérrendezés során a falu lakosai valamennyien szabad elmenetelűnek vallották magukat (további érdekesség, hogy a lakosság jelentős része kisnemes volt).
A második világháború ezt a települést is elérte. A falu határában állomásozó német és magyar osztagok gyakran lőtték a Gelej és Mezőcsát alatt lévő orosz csapatokat. 1944. november 8-án erős volt a falu körüli harcok moraja, majd délután egy repülőgép bombázta a német légvédelmi ágyúkat. Ezen a napon érte találat a református templom tornyát és több lakóházat is. November 9-én reggel fél 6-kor, déli irányból érkeztek meg az első szovjet katonák. Itt őrizték a hadifoglyaikat is és a halottakat átmenetileg itt temették el.
A település korábbi viszonyai a múlt század második felére is kihatottak: a törpebirtokosok létrehozták az Új Barázda Termelőszövetkezetet, a majorságokból pedig megalakult a Mezőnagymihályi Állami Gazdaság.

## Közélete

### Polgármesterei
- 1990–1994: Cselényiné Kiss Margit (független)[3]
- 1994–1998: Cselényiné Kiss Margit (független)[4]
- 1998–2002: Cselényiné Kiss Margit (független)[5]
- 2002–2006: Cselényiné Kiss Margit (független)[6]
- 2006–2009: Juhász János (független)[7]
- 2009–2010: Vályi László (független)[8]
- 2010–2014: Vályi László (Fidesz-KDNP)[9]
- 2014–2017: Vályi László (független)[10]
- 2018–2019: Némethné Kovács Andrea (független)[11]
- 2019–2024: Némethné Kovács Andrea (független)[12]
- 2024– : Ficsór László (független)[1]

A településen 2009. július 5-én időközi polgármester-választást tartottak, az előző polgármester lemondása miatt.
2018. január 14-én ismét időközi polgármester-választást kellett tartani a községben, az előző polgármester halála miatt.

## Népesség
A település népességének változása:
| Lakosok száma | 1063 | 1060 | 1040 | 1016 | 993  | 958  | 904  | 902  | 929  |
|               | 2013 | 2014 | 2015 | 2016 | 2017 | 2021 | 2022 | 2023 | 2024 |

2001-ben a település lakosságának közel 100%-a magyar nemzetiségűnek vallotta magát.
A 2011-es népszámlálás során a lakosok 93,2%-a magyarnak, 0,2% németnek mondta magát (6,8% nem nyilatkozott; a kettős identitások miatt a végösszeg nagyobb lehet 100%-nál). A vallási megoszlás a következő volt: római katolikus 36,2%, református 39,3%, görögkatolikus 1,5%, felekezeten kívüli 9,8% (12,4% nem válaszolt).
2022-ben a lakosság 90,8%-a vallotta magát magyarnak, 0,7% cigánynak, 0,7% németnek, 0,4% görögnek, 0,1% ukránnak, 0,1% örménynek, 0,1% szerbnek, 1,8% egyéb, nem hazai nemzetiségűnek (9% nem nyilatkozott; a kettős identitások miatt a végösszeg nagyobb lehet 100%-nál). Vallásuk szerint 25,2% volt római katolikus, 29,5% református, 2,1% görög katolikus, 0,2% egyéb keresztény, 0,1% evangélikus, 11,7% felekezeten kívüli (29,5% nem válaszolt).

## Nevezetességei

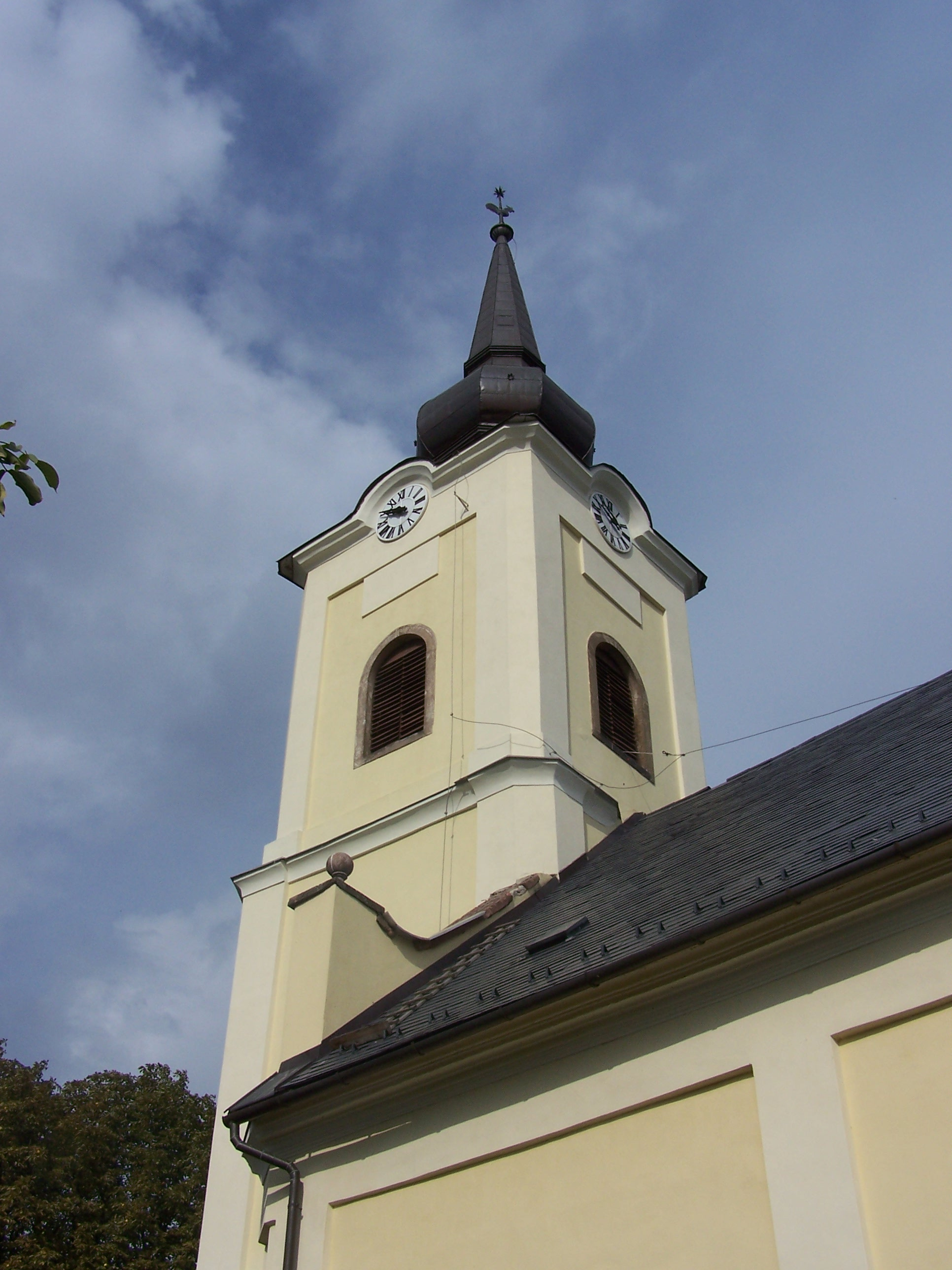
Református templom

- Református templom. Egyhajós, íves záródású keletelt templom, nyugati homlokzat előtt álló toronnyal. 1792–1793-ban építették. Műemlék jellegű.
- Római katolikus templom. Szent Anna tiszteletére felszentelve.
- Az egykori Nagyecsér Tanyaközpont. Napjainkban egy lakója van.
- Borsodi Mezőség Tájvédelmi Körzet. A község határában kezdődik, 1989-ben hozták létre.

## Környező települések
Gelej kb. 5 km-re, Mezőkeresztes kb. 4 km-re. A legközelebbi város: Mezőkövesd kb. 15 km-re található.